# لوني هيلير
لوني هيلير (بالإنجليزية: Lonnie Hillyer)‏ هو عازف جاز أمريكي، ولد في 25 مارس 1940 في مونرو في الولايات المتحدة، وتوفي في 1 يوليو 1985.

## وصلات خارجية
- لوني هيلير على موقع IMDb (الإنجليزية)
- لوني هيلير على موقع ميوزك برينز (الإنجليزية)
- لوني هيلير على موقع ديسكوغز (الإنجليزية)